# Nnamdi Madubuike
(en) Statistiques sur pro-football-reference
Nnamdi Madubuike, auparavant Justin Madubuike, né le 17 novembre 1997 à Dallas, est un joueur américain de football américain évoluant au poste de Defensive tackle en National Football League (NFL) pour la franchise des Ravens de Baltimore.
Auparavant il avait joué au niveau universitaire pour les Aggies de Texas A&M (2016-2019) au sein de la NCAA Division I FBS.